# 瑞光院記
『瑞光院記』（ずいこういんき）は、戦国時代の日本における叙任などの情報を提供する史料。現在は確認ができず、詳細な書誌情報も不明な史料であるが、柳原淳光が備忘のために作成したものという見解がある。

## 史料概要
明治時代に『大日本史料』編纂のための資料として作成された『史料稿本』の中に、12か所が引用されていることでこの史料は知られている。引用されたのはいずれも口宣案や、綸旨・奉書の草案である。
しかし、昭和期に編纂された『国書総目録』に『瑞光院記』は掲載されておらず、現在確認することができない史料である。木下聡は、関東大震災などの災害によって失われたものと推測している。
『瑞光院記』を根拠とする情報の一つに、桶狭間の戦いに先立つ永禄3年（1560年）5月8日付で今川義元が三河守に任じられたというものがある。『瑞光院記』には口宣案として掲載されている。この情報は、桶狭間の戦いや今川氏の三河政策をめぐる議論に影響する。

## 史料の性格
『史料稿本』に『瑞光院記』から引用された文書は、いずれも柳原淳光（1541年 - 1597年）が発給に関わったものである。柳原紀光が編纂した『続史愚抄』によれば、淳光は「瑞光院」と称したとある。このことから木下聡は、『瑞光院記』は柳原淳光の職務の備忘のために作成したものとし、信頼たりうる史料と評価している。